# Gigantengräber von S’Arena

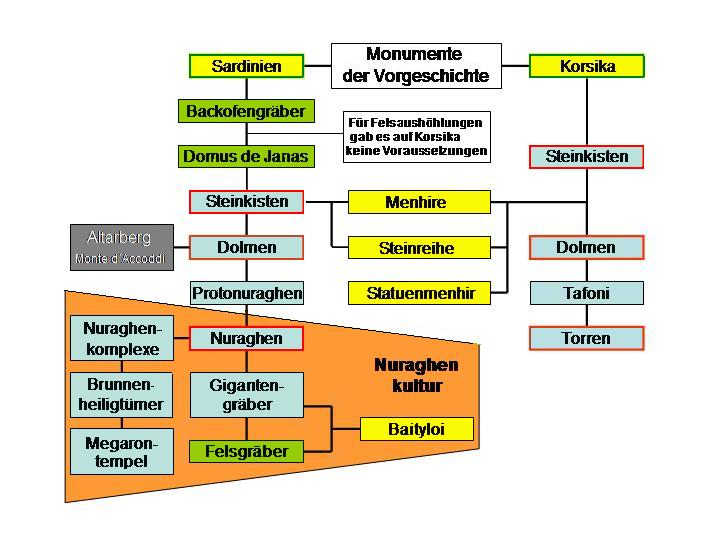
Typenreihe sardisch-korsischer Monumente

Die Gigantengräber von S’Arena liegen, nicht weit voneinander entfernt, auf der Hochebene von Campu Oddeu bei Urzulei in der Provinz Ogliastra auf Sardinien auf einem Felsplateau, das auch das Baumaterial lieferte. Die in Sardu Tumbas de sos zigantes und auf Italienisch plur. Tombe dei Giganti genannten Bauten sind die größten pränuraghischen Kultanlagen Sardiniens und zählen europaweit zu den spätesten Megalithanlagen. Die meisten der 321 bekannten Gigantengräber sind Monumente der bronzezeitlichen Bonnanaro-Kultur (2.200–1.600 v. Chr.), die Vorläufer der Nuraghenkultur ist.

## Typenfolge
Baulich treten Gigantengräber in zwei Varianten auf. Die Anlagen mit Portalstelen und Exedra gehören zum älteren Typ. Bei späteren Anlagen besteht die Exedra aus einer in der Mitte deutlich erhöhten Quaderfassade aus bearbeiteten und geschichteten Steinblöcken. Die Gigantengrab von S’Arena sind Anlagen des späteren Typs (mit Blockfassade)-

## Beschreibung
Die Exedren und Grabkammern von S’Arena waren mit Blocksteinen in überlappenden Reihen gebaut. Die Kammerzugänge bestehen seitlich aus zwei großen rechteckigen Blöcken, wahrscheinlich als Auflager für einen nicht erhaltenen Türsturz. Der Rest der Exedren ist nur fragmentarisch erhalten. Die Wände beider Kammern sind als zwei oder drei untere Steinreihen erhalten. Beim größeren Grab sind auch die Bodenplatten erhalten. Die Anlagen wurden 2002 ausgegraben.